# Cubottaedro
In geometria solida, il cubottaedro è uno dei tredici poliedri archimedei, ottenuto troncando le otto cuspidi del cubo, oppure le sei cuspidi dell'ottaedro regolare.
Ha 14 facce, di cui 6 quadrate e 8 triangolari, ognuno dei suoi 24 spigoli separa una faccia quadrata da una triangolare e in ciascuno dei suoi 12 vertici concorrono due facce quadrate e due triangolari.

## Area e volume
L'area A ed il volume V di un cubottaedro i cui spigoli hanno lunghezza a sono le seguenti:
{\displaystyle A=(6+2{\sqrt {3}})a^{2}}
{\displaystyle V={\begin{matrix}{5 \over 3}\end{matrix}}{\sqrt {2}}a^{3}}

## Dualità
Il poliedro duale del cubottaedro è il dodecaedro rombico.

## Simmetrie
Il gruppo delle simmetrie del cubottaedro ha 48 elementi; il gruppo delle simmetrie che preservano l'orientamento è il gruppo ottaedrale {\displaystyle O\cong S_{4}}. Sono gli stessi gruppi di simmetria del cubo, dell'ottaedro, del cubo troncato e dell'ottaedro troncato.
Il cubottaedro è l'unico poliedro convesso in cui il raggio lungo (dal centro al vertice) è uguale alla lunghezza dello spigolo); quindi il suo diametro lungo (da un vertice al vertice opposto) è due volte la lunghezza dello spigolo. Questa simmetria equilatera radiale è una proprietà di pochi politopi, tra cui l'esagono bidimensionale, il cubottaedro tridimensionale, e i quadridimensionali 24-celle e tesseratto. I politopi "radialmente equilateri" sono quelli che possono essere costruiti, con i loro raggi lunghi, da triangoli equilateri che si incontrano al centro del politopo, ciascuno dei quali contribuisce con due raggi e un bordo. Pertanto, tutti gli elementi interni che si incontrano al centro di questi politopi hanno facce interne a triangolo equilatero, come nella dissezione del cubottaedro in 6 piramidi quadrate e 8 tetraedri. Ognuno di questi politopi radialmente equilateri si presenta anche come cellula di un caratteristico riempimento dello spazio tassellazione: la tassellazione di esagoni regolari (nido d'ape), il tassellazione dello spazio cubica rettificata (formata dall'alternarsi di cubottaedri e ottaedri), la tassellazione 24-cellare e la tassellazione tesserattica, rispettivamente. Ciascuna di queste ha una tassellazione duale in cui i vertici cellulari sono i centri cellulari della tassellazione originale.

## Tassellatura

Rotazione completa di un Cubottaedro

Il cubottaedro non tassella lo spazio da solo, ma è possibile tassellare lo spazio con cubottaedri e ottaedri regolari aventi spigoli della stessa lunghezza.

## Bicupola triangolare

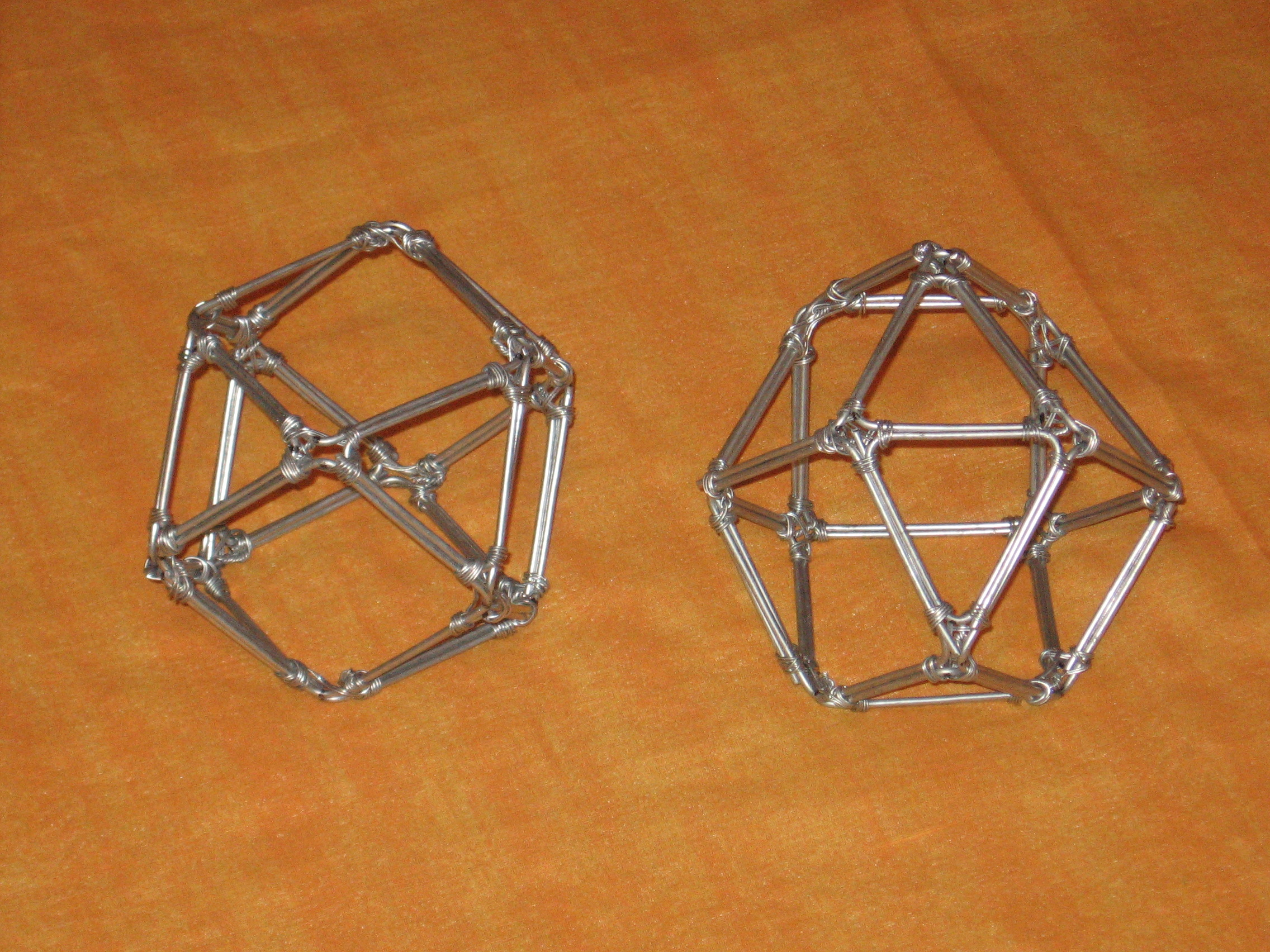
Il cubottaedro (girobicupola triangolare) e l'ortobicupola triangolare.

I 24 spigoli del cubottaedro identificano, a gruppi di sei, 4 esagoni regolari. Tagliando lungo uno di essi, il cubottaedro viene diviso in due solidi di Johnson detti cupole triangolari. Ruotando le due cupole in modo da unire quadrati con quadrati e triangoli con triangoli si ottiene l'ortobicupola triangolare, un altro solido di Johnson. Utilizzando la stessa nomenclatura, il cubottaedro può anche essere chiamato girobicupola triangolare.

## Legami con cubo e ottaedro
La seguente sequenza di poliedri illustra una transizione dal cubo all'ottaedro:
| cubo | cubo troncato | cubottaedro | ottaedro troncato | ottaedro |